# Morlaix
Morlaix é uma comuna francesa na região administrativa da Bretanha, no departamento de Finisterra. Estende-se por uma área de 24,82 km². Em 2010 a comuna tinha 15 204 habitantes (densidade: 612,6 hab./km²).